# Oltina (gmina)
Oltina – gmina w Rumunii, w okręgu Konstanca. Obejmuje miejscowości Oltina, Răzoarele, Satu Nou i  Strunga. W 2011 roku liczyła 2593 mieszkańców.